# Die Liebe einer Königin
Die Liebe einer Königin è un film muto del 1923 scritto e diretto da Ludwig Wolff che si ispira alla vicenda di Carolina Matilde di Hannover e del suo medico di corte, il dottor Struensee.

## Produzione
Il film fu prodotto dalla Austro-Americana-Film Company di Berlino.

## Distribuzione
Distribuito dalla Bayerische Film, uscì nelle sale cinematografiche tedesche il 14 settembre 1923. Il 28 luglio 1924, il film uscì anche in Finlandia e la Gaumont lo distribuì in Francia il 10 ottobre 1924 con il titolo Le Favori de la reine.